# The Humans (együttes)
The Humans román együttes.
Az együttes képviselte Romániát a 2018-as Eurovíziós Dalfesztiválon, Lisszabonban, a Goodbye című dallal. A második elődöntőből nem sikerült továbbjutniuk, mivel a 11. helyen végeztek, 107 ponttal.

## Tagok
- Cristina Caramarcu
- Alexandru Cismaru
- Alexandru Matei
- Alin Neagoe
- Adi Tetrade

## Diszkográfia
Kislemezek
- 2017 - Îndură inima
- 2018 - Goodbye

## Weblinks
- http://esctoday.com/160152/romania-humans-win-selectia-nationala-2018-and-are-off-to-lisbon/
- https://www.facebook.com/pg/TheHumansSounds/about/?ref=page_internal